# Fastrade
Fastrade (?, 765 - Frankfurt, 10 augustus 794) was een dochter van Rudolf III van Franconië en van Aeda van Beieren.
Zij huwde in 783 met Karel de Grote en werd de moeder van:
- Theodrada (ca. 785 - 9 januari 844/853, klooster Schwarzach am Main), voor 814 abdis van Argenteuil[2]
- Hiltrude (ca. 787 - na 800)[3]

Bekend zijn haar scherp verzet tegen de Saksen en haar pogingen om Pepijn met de Bult (een zoon van Karel de Grote uit zijn eerste huwelijk met Himiltrude) om te brengen.
Ze overleed op 10 augustus 794 te Frankfurt en werd begraven in de Sint-Albanuskerk in Mainz.

## Referentie
- C. Cawley, Thuringia, fmg.ac (2006-2014).